# جزم أحمر
جزم أحمر أو تُنْجِيّ قِرْمِزيّ (الاسم العلمي: Carpodacus erythrinus) (بالإنجليزية: Common Rosefinch)‏ هو نوع من الطيور يتبع جنس الجزم من فصيلة الشرشوريات.